# Emilio Mendogni
Emilio Mendogni (San Lazzaro Parmense, 13 maggio 1932 – Desio, 10 febbraio 2008) è stato un pilota motociclistico italiano.

## Carriera
Esordisce giovanissimo, ad appena 16 anni, su una DKW 98 cm³, al circuito di Parma. Si dimostra subito un buon pilota, ma dopo qualche gara viene diffidato dal correre (per limiti d'età) sino al compimento del diciottesimo anno d'età.
Nel 1950 il debutto ufficiale nelle corse, alla Milano-Taranto (la prima del dopoguerra), con una Moto Morini 125 2 tempi, con la quale è nono nella sua categoria. Inizia a farsi notare vincendo, a fine anno, il circuito di Finale Emilia, e attirando su di sé l'interesse della Morini, che lo ingaggia all'inizio della stagione 1951. L'esordio da pilota ufficiale è alla gara di Campionato Italiano classe 125, all'Aerautodromo di Modena, il 25 aprile. Nonostante la scarsa esperienza (deve ottenere una dispensa speciale da parte della FMI), riuscirà a vincere (nonostante una caduta), mettendo dietro a sé piloti come Carlo Ubbiali, Raffaele Alberti, Luigi Zinzani, Franco Bertoni e Guido Leoni. Alla gara successiva, il circuito di Ferrara (6 maggio) è coinvolto nell'incidente che costa la vita ad Alberti e Leoni, ed è costretto a ritirarsi. Alfonso Morini, il patron della Casa bolognese, crede in Mendogni, e lo fa debuttare nel Motomondiale, al GP d’Olanda, nel quale si classifica sesto nella gara della 125 solo per problemi tecnici. Il pilota parmense è sfortunato anche al successivo GP delle Nazioni, nel quale un altro guasto lo relega al decimo posto. Nell'Italiano è comunque terzo.
Il 1952 non iniziò benissimo, a causa della scarsa competitività della Morini 125 nel Campionato Italiano. Da metà stagione, però, la situazione migliorò decisamente: al GP d'Olanda la vittoria sfumò solo per un guasto al motore. La sfortuna ricompenserà Mendogni sul finale della stagione, dandogli la vittoria al GP delle Nazioni e al GP di Spagna. A fine stagione il parmense fu terzo nel Mondiale.
Dopo aver respinto le offerte di MV Agusta e Moto Guzzi, Mendogni aprì la stagione 1953 vincendo la gara inaugurale dell'autodromo di Imola, per poi perdere in volata il GP delle Nazioni; si rifarà facendo suo il Campionato Italiano 125 cm³. Nella stagione 1954, invece, la Morini 125 non si dimostrò per niente competitiva. La Casa bolognese decise quindi di abbandonare la categoria, passando alla 175 (categoria del Campionato Italiano istituita proprio in quella stagione) con una 125 maggiorata: il pilota parmense vincerà il titolo.
Nelle stagioni 1955 e 1956 l'attività di Mendogni e della Moto Morini si limita al Campionato Italiano e alle gare di Gran Fondo come la Milano-Taranto e il Motogiro, vinto dal pilota parmense nel 1955 con la nuova "Rebello 175". Il ritorno alle gare internazionali è al GP delle Nazioni 1957, con una nuova 250 monocilindrica bialbero. La moto si dimostra competitiva, ma non ancora abbastanza affidabile: Mendogni si deve ritirare mentre è quarto.
Speso l'inverno 1957-58 ad aggiornare e migliorare la 250, questa si ripresentò nella nuova stagione insieme a Mendogni, terzo nella Coppa d'Oro Shell a Imola e sorprendentemente primo al GP delle Nazioni, davanti al compagno di squadra Zubani e a Ubbiali. La vittoria monzese fece da stimolo a un ritorno della Moto Morini al Mondiale. Se le prime gare della nuova stagione furono positive (vittoria a Modena e alla Coppa d'Oro Shell), successivamente i rapporti tra il pilota parmense e la Morini si fecero sempre più tesi, fino a giungere al divorzio a fine stagione '59.
Per il 1960 Mendogni si accordò con la MV Agusta. L'esordio, al circuito di Cesenatico, fu positivo (terzo in 500 dietro a Surtees e Venturi) e anche le successive partecipazioni nel Motomondiale nella classe regina si dimostrarono discrete (terzo in Germania e Olanda, secondo a Monza). A fine stagione, però, la MV Agusta decise di ritirarsi da 125 e 250, e di limitare l'attività in 350 e 500. La decisione prese alla sprovvista Mendogni, che decise di ritirarsi. Nel 1964, però, dopo alcuni anni di inattività, ritornò alle gare, con le MV 250 e 500: con la mezzo litro lombarda riuscirà a vincere a Cervia (nonostante una caduta). Quella romagnola sarà l'ultima gara di Mendogni, che si ritirerà definitivamente dalle competizioni.
Terminata l'attività sportiva viene assunto dall'Autobianchi come meccanico, per poi diventarne collaudatore e responsabile tecnico; successivamente sarà assunto dall'Iso Rivolta, dove resterà sino alla chiusura della fabbrica di Bresso. Dopo essere andato in pensione divenne una presenza frequente nelle manifestazioni dedicate alle moto d'epoca, sino alla sua morte, avvenuta in conseguenza di un'improvvisa malattia.

## Risultati nel motomondiale

### Classe 125
| 1951 | Classe | Moto        |   |    |   |    |   |    |    |    |  | Punti | Pos. |
| ---- | ------ | ----------- | - | -- | - | -- | - | -- | -- | -- |  | ----- | ---- |
| 1951 | 125    | Moto Morini | - | NE | - | NE | 6 | NE | NE | 10 |  | 1     | 14º  |

| 1952 | Classe | Moto        |    |   |   |    |   |   |   |   |  | Punti | Pos. |
| ---- | ------ | ----------- | -- | - | - | -- | - | - | - | - |  | ----- | ---- |
| 1952 | 125    | Moto Morini | NE | - | - | NE | - | - | 1 | 1 |  | 16    | 3º   |

| 1953 | Classe | Moto        |  |   |    |   |    |   |    |   |     | Punti | Pos. |
| ---- | ------ | ----------- |  | - | -- | - | -- | - | -- | - | --- | ----- | ---- |
| 1953 | 125    | Moto Morini |  | - | NE | - | NE | - | NE | 2 | Rit | 6     | 7º   |

| Legenda | 1º posto        | 2º posto            | 3º posto            | A punti      | Senza punti        | Grassetto – Pole position Corsivo – Giro più veloce |
| Legenda | Gara non valida | Non qual./Non part. | Ritirato/Non class. | Squalificato | '-' Dato non disp. | Grassetto – Pole position Corsivo – Giro più veloce |

### Classe 250
| 1957 | Classe | Moto        |  |  |  |  |  |     |  |  |  | Punti | Pos. |
| ---- | ------ | ----------- |  |  |  |  |  | --- |  |  |  | ----- | ---- |
| 1957 | 250    | Moto Morini |  |  |  |  |  | Rit |  |  |  | 0     |      |

| 1958 | Classe | Moto        |   |   |    |   |   |   |   |  |  | Punti | Pos. |
| ---- | ------ | ----------- | - | - | -- | - | - | - | - |  |  | ----- | ---- |
| 1958 | 250    | Moto Morini | - | - | NE | - | - | - | 1 |  |  | 8     | 6º   |

| 1959 | Classe | Moto        |    |   |   |    |    |   |   |   |  | Punti | Pos. |
| ---- | ------ | ----------- | -- | - | - | -- | -- | - | - | - |  | ----- | ---- |
| 1959 | 250    | Moto Morini | NE | - | 2 | SQ | NE | - | - | 3 |  | 10    | 6º   |

| Legenda | 1º posto        | 2º posto            | 3º posto            | A punti      | Senza punti        | Grassetto – Pole position Corsivo – Giro più veloce |
| Legenda | Gara non valida | Non qual./Non part. | Ritirato/Non class. | Squalificato | '-' Dato non disp. | Grassetto – Pole position Corsivo – Giro più veloce |

### Classe 500
| 1960 | Classe | Moto      |   |   |   |   |   |   |   |  |  | Punti | Pos. |
| ---- | ------ | --------- | - | - | - | - | - | - | - |  |  | ----- | ---- |
| 1960 | 500    | MV Agusta | - | - | 3 | 6 | 3 | - | 2 |  |  | 15    | 4º   |

| Legenda | 1º posto        | 2º posto            | 3º posto            | A punti      | Senza punti        | Grassetto – Pole position Corsivo – Giro più veloce |
| Legenda | Gara non valida | Non qual./Non part. | Ritirato/Non class. | Squalificato | '-' Dato non disp. | Grassetto – Pole position Corsivo – Giro più veloce |